# Hjulsta (Stockholms tunnelbana)
Hjulsta ist eine unterirdische Station der Stockholmer U-Bahn. Sie befindet sich im Stadtteil Tensta. Die Station wird von der Blå linjen des Stockholmer U-Bahn-Systems bedient. Sie gehört zu den eher mäßig frequentierten Stationen des U-Bahn-Netzes. An einem normalen Werktag steigen dort 2.300 Pendler zu.
Die Station wurde am 31. August 1975 als 87. Station der Tunnelbana in Betrieb genommen, als der U-Bahn-Abschnitt T-Centralen–Hjulsta eingeweiht wurde. Die Station verfügt über zwei unterirdische Gleise. Die Station ist die Endstation der Linie T10 der Blå linjen. Bis zum Stockholmer Hauptbahnhof sind es etwa dreizehn Kilometer.